# Nikolai Nikolajewitsch Odojewski-Maslow

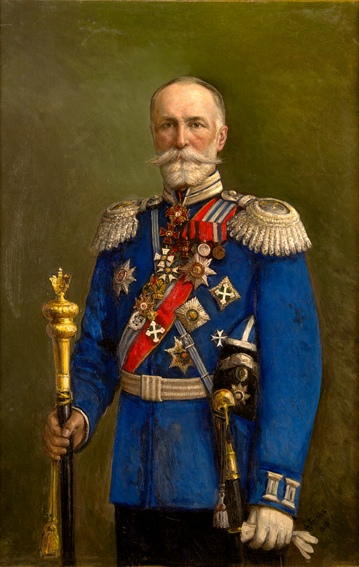
Nikolai Nikolajewitsch Odojewski-Maslow

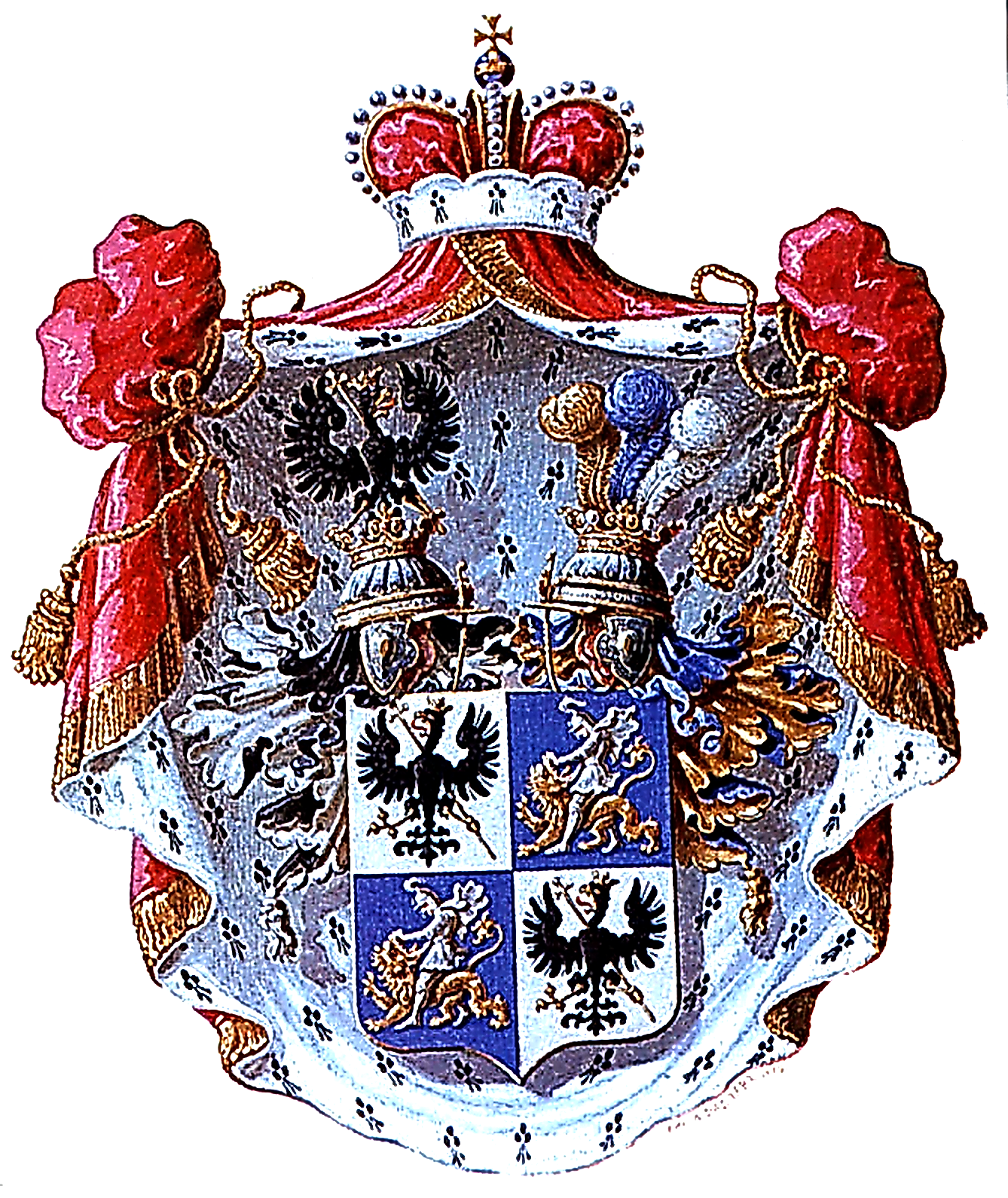
Wappen

Fürst Nikolai Nikolajewitsch Odojewski-Maslow (russisch Николай Николаевич Одоевский-Маслов; wissenschaftliche Transliteration Nikolaj Nikolaevič Odoevskij-Maslov, * 24. Januar 1849; † 1919 in Moskau) war ein General der Kaiserlich Russischen Armee und Ataman.

## Leben
Nikolai Nikolajewitsch Odojewski-Maslow war der Sohn des Rittmeisters Nikolai Dmitrijewitsch Maslow und der Sofja Iwanowna, geborene Fürstin Odojewski. Seine Mutter entstammte einem alten rurikidischen Fürstengeschlecht, das dem Hochadel angehörte. Maslow begann seine Ausbildung an der Kavallerieschule der russischen Armee. 1867 wurde er Offizier, 1871 Leutnant, 1877 Rittmeister, 1882 Oberst und Kommandant des Reserve-Geschwaders. Per kaiserliches Dekret erhielt er 1878 die Erlaubnis Wappen und Namen der Fürsten Odojewski seinem eigenen beizufügen. Seit 1904 war er Generalleutnant, 1913 Generaladjutant und 1914 General der Kavallerie. Von 1905 bis 1907 fungierte er als Ataman der Donkosaken. Sein Vorgänger war Konstantin Maximowitsch. Zu seinem Amtsnachfolger als Ataman wurde General Alexander Wassiljewitsch Samsonow gewählt. Odojewski-Maslow starb nach der Russischen Revolution unter ungeklärten Umständen. Er war unverheiratet und ohne Nachkommen.

## Auszeichnungen
Inland
- 1879 Orden der Heiligen Anna, I. Klasse
- 1884 Orden des Heiligen Stanislaus, I. Klasse
- 1889 Orden des Heiligen Wladimir, II. Klasse
- 1915 Kaiserlich-Königlicher Orden vom Weißen Adler

Ausland
- 1881 Portugiesischer Christusorden
- 1881 Orden der Heiligen Isabella
- 1891 Orden der Eisernen Krone[3][4]
- 1897 Orden der Ehrenlegion
- 1898 Königlicher Kronenorden
- 1899 Orden Stern von Rumänien
- 1902 Mecklenburgischer Greifenorden
- 1903 Ritterorden der heiligen Mauritius und Lazarus
- 1908 Königlicher Nordsternorden
- 1908 Verdienstorden Philipps des Großmütigen
- 1911 Orden des Weißen Adlers
- 1913 Orden des Heiligen Schatzes
- 1916 Hausorden von Oranien